# Евфимий (Любовичев)
Иеромонах Евфимий (в миру Ефим Алексеевич Любовичев; 1875, село Буда-Монастырская, Калужская губерния — 19 июля 1931, Брянск) — иеромонах Оптиной пустыни, святой Русской православной церкви, причислен к лику святых как преподобномученик в 2005 году для общецерковного почитания.

## Биография
Родился в семье зажиточного крестьянина Алексея Павловича Любовичева. После 6-летней службы в армии, приблизительно в 1902 году, поступил послушником в Оптину пустынь. 31 августа 1910 года зачислен в число братии. В 1914—1917 годах находился в армии в качестве работника лазарета, затем вернулся в пустынь.
После закрытия монастыря работал в музее «Оптина пустынь», затем переехал на жительство в Козельск. В июне 1930 года священномучеником Серафимом (Остроумовым), архиепископом Смоленским, был рукоположён в иеромонаха. Священническое служение проходил в селах Спас-Деменское и Боброво Думиничского района Западной области (теперь Калужская область).

## Арест и мученическая кончина
В начале 1931 года был арестован по обвинению «в групповой антисоветской агитации» (агитировал крестьян села Боброво против вступления в колхоз) и помещён сначала в тюрьму в Думиничах, затем в Брянскую тюрьму. На допросах отвечал:

Я служил верой и правдой вере Христовой и всегда говорил, что все лишения происходят по воле Божией, и мы должны терпеть до смерти… соввласть существует в России как наказание от Бога народу русскому, который забыл веру Христову, забыл Царя Небесного и Его помазанника на земле.
Скончался в тюрьме во время следствия 19 июля 1931 года. По официальной версии — от туберкулёза.

## Канонизация
Причислен к лику святых новомучеников и исповедников Российских на заседании Священного синода Русской православной церкви от 23 сентября / 6 октября 2005 года.
День памяти: 6/19 июля (в день мученической кончины) и в Соборе святых новомучеников и исповедников Российских.